# Ausviga
Ausviga, ook Ausvika, is een gebied en woonwijk in de Noorse gemeente Kristiansand, provincie Agder. Ausviga telt 506 inwoners (2015) en heeft een oppervlakte van 0,23 km².